# Linaria triornithophora
Linaria triornithophora är en grobladsväxtart som först beskrevs av Carl von Linné, och fick sitt nu gällande namn av Carl Ludwig von Willdenow. Linaria triornithophora ingår i släktet sporrar, och familjen grobladsväxter. Inga underarter finns listade i Catalogue of Life.

## Bildgalleri

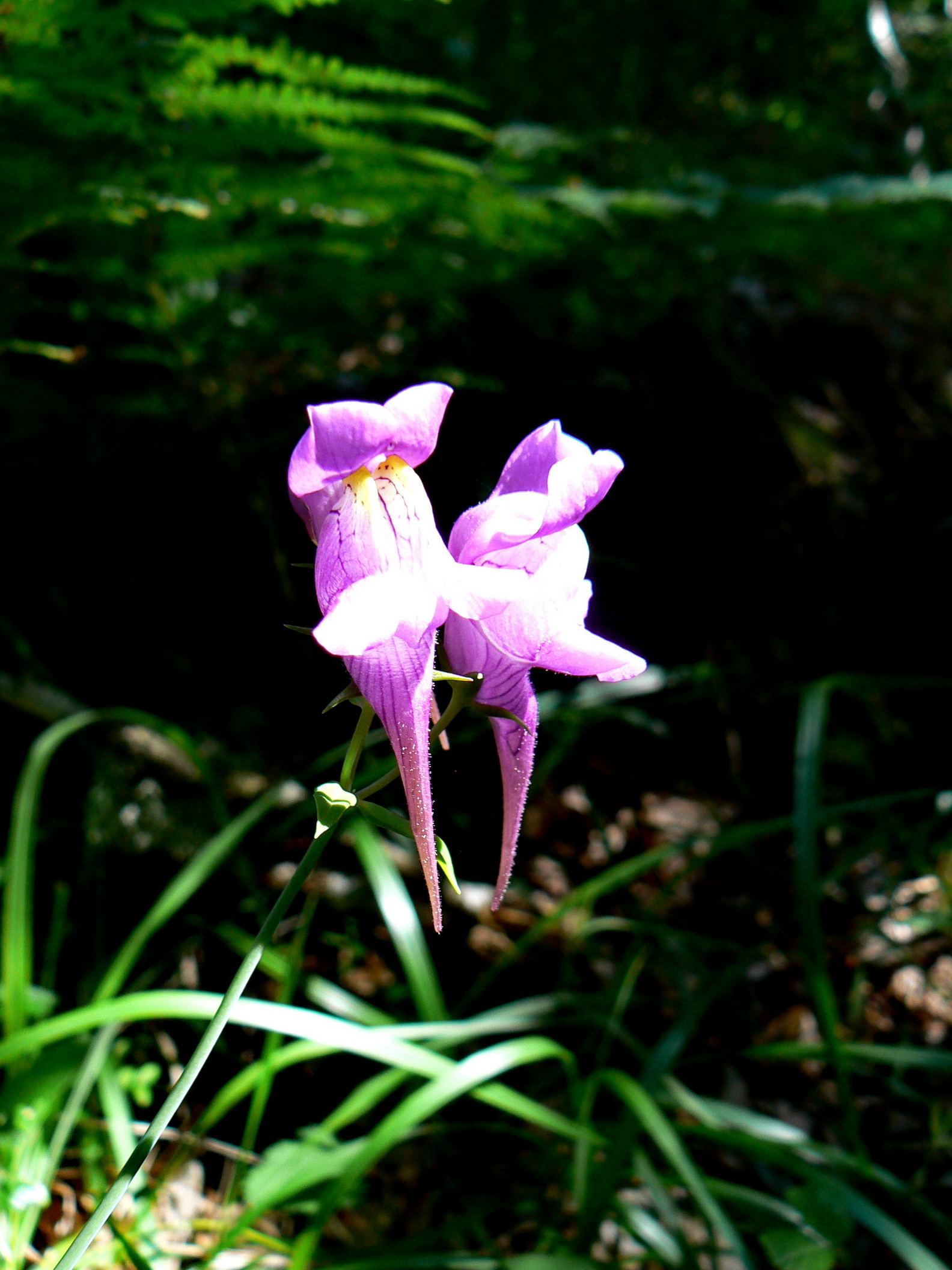
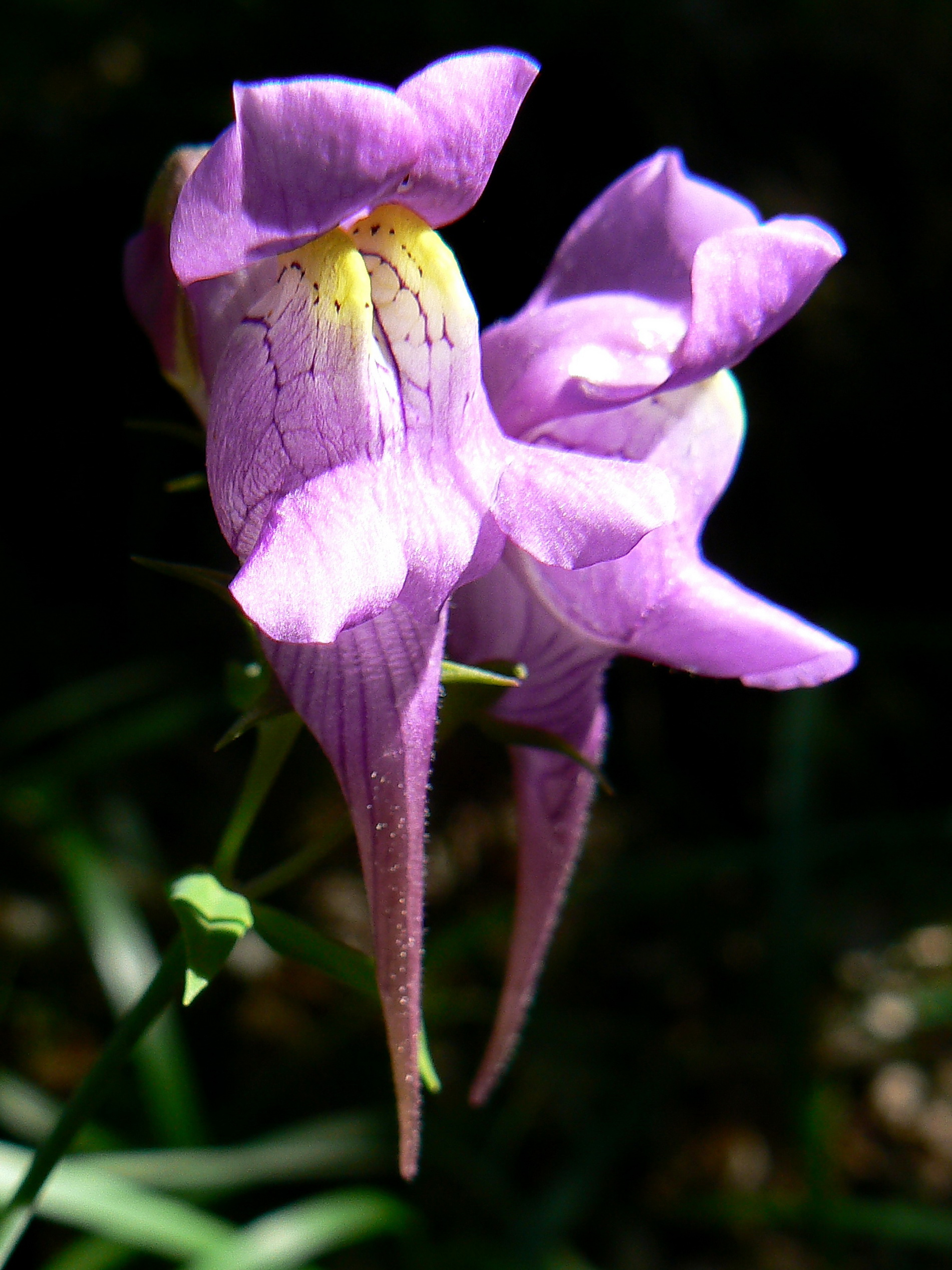
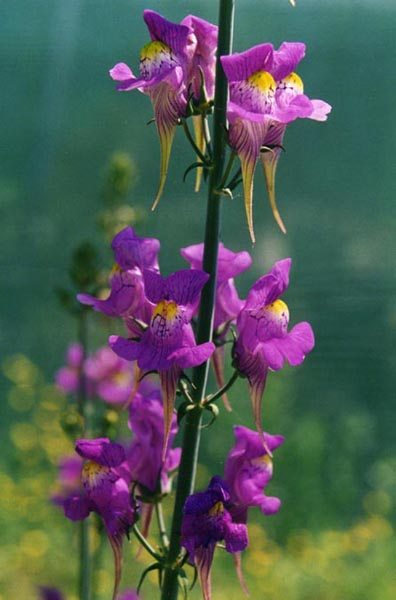
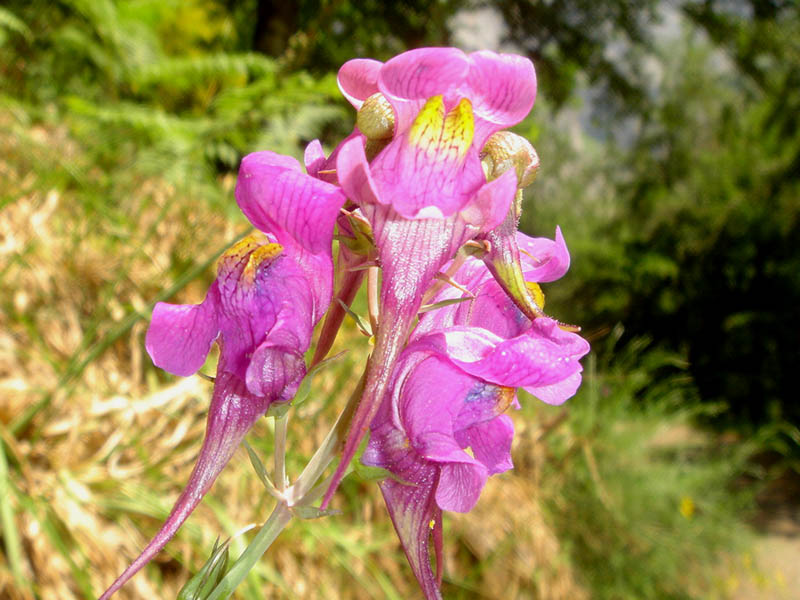
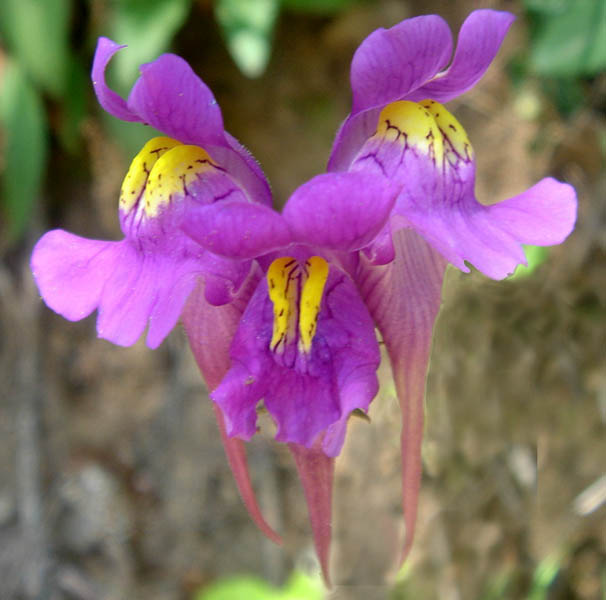
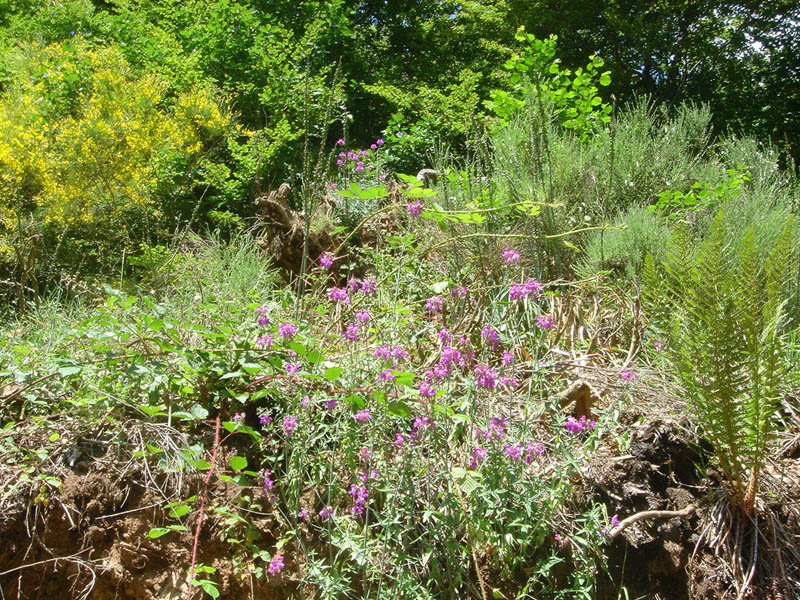